# 126 (getal)
126 is het natuurlijke getal volgend op 125 en voorafgaand aan 127.

## In de wiskunde
126 is :
- het zesde pentagonaal piramidaal getal, want:

{\displaystyle {\frac {6^{2}(6+1)}{2}}=126}
- het zesde tienhoeksgetal, want:

{\displaystyle 4\cdot 6^{2}-3\cdot 6=126\,}
- het zesde pentatoopgetal, want:

{\displaystyle {\frac {6(6+1)(6+2)(6+3)}{24}}=126}
- een overvloedig getal
- een Harshadgetal
- een Friedmangetal

## Overig
Honderdzesentwintig is ook:
- Het jaar A.D. 126
- Het jaar 126 v.Chr.
- Een waarde uit de E-reeks E192